# John Hindmarsh
Almirall Sir John Hindmarsh KH RN (Chatham, Kent, Anglaterra, 1785 - Londres, 29 de juliol 1860) va ser un oficial de marina i el primer governador d'Austràlia Meridional, des de 28 desembre de 1836 fins al 16 de juliol de 1838.

## Primers anys
Hindmarsh era el fill gran de John Hindmarsh, un artiller que va servir al HMS Bellerophon, i de la seva esposa Mary Roxburgh. Va ser batejat a Santa Maria, Chatham (Kent).

## Carrera naval
Hindmarsh es va unir a la Royal Navy en 1793 servint en l'HMS Bellerophon, que figuren en el cens reunir com el servent del seu pare. Va entrar en acció en la batalla del Gloriós Primer de juny, en la batalla de la Badia d'Algesires i en la batalla del Nil en 1798, on va ser breument l'únic oficial a la coberta de l'HMS Bellerophon on va donar les ordres que van salvar la nau de la destrucció. Hindmarsh va ser ascendit a tinent el 1803. Va servir al HMS Phoebe en la batalla de Trafalgar, a la batalla de l'illa d'Aix (1809) a bord del HMS Beagle i en la batalla de Java al HMS Nisus. Després d'un període d'inactivitat el 1830 estava al comandament del HMS Scylla i fou ascendit a contraalmirall el 1831. El 1836 va ser destina a Austràlia Meridional com el seu primer governador després de guanya suports influents del Colonial Office.
Quan William Wyona va dissenyar la Naval General Service Medal, es va descobrir que només dues persones tenen dret a la medalla amb set fermalls (un fermall per a cada batalla on hi havia participat el destinatari): Sir John Hindmarsh i l'almirall Sir James Alexander Gordon.

## Governador
Hindmarsh va arribar a Austràlia del Sud en 28 desembre de 1836, amb una flota de vaixells que transportaven els primers colons britànics. Els vaixells de la flota eren el Cygnet (que portava els inspectors del coronel William Light), Africaine, Tam O'Shanter, Rapid, i HMS Buffalo (que transportava Hindmarsh). Inicialment van desembarcar a l'illa Kangaroo, i va enviar l'equip d'inspectors dirigits per Light a trobar un lloc adequat per a la ciutat capital de la nova colònia. Hindmarsh volia Port Lincoln, en lloc d'en el lloc actual, que havia estat seleccionat per Light. Light al final va triar el lloc d'Adelaida, i la flota del Golf es va traslladar del golf de Saint Vincent a la badia de Holdfast, ara coneguda com a Glenelg, Austràlia Meridional. La proclamació de Hindmarsh el 28 de desembre de 1836 va anunciar el govern colonial i va dir que els aborígens havien de ser tractats amb justícia i que eren súbdits britànics. Encara que la majoria dels australians del sud se'ls ha ensenyat que l'anunci Hindmarch va crear la colònia, en realitat no va ser així. El rei Guillem IV, havent estat autoritzat per una llei del Parlament en 1834, durant un segon any, al febrer de 1836 a 'erigir i establir" la província d'Austràlia Meridional. Cap governador tenia poder per crear colònies.
Hi va haver alguns dubtes pel que fa a les competències respectives del governador i del comissionat resident, James Hurtle Fisher, i els dos van entrar en conflicte obert. Així que quan Hindmarsh va suspendre Robert Gouges i altres funcionaris públics, els comissionats va interposar un recurs davant el secretari d'Estat per les colònies. Hindmarsh fou cridat a Londres el 1838. El 1840 va ser nomenat com a tinent governador de l'illa de Helgoland. Va ser nomenat cavaller per la reina Victòria, el 7 d'agost de 1851, va aconseguir el grau de contraalmirall en 1856 i es va retirar el 1856 a la ciutat costanera de Brighton, Anglaterra.